# Evrovizijski zbor leta
Evrovizijski zbor leta je bienalno glasbeno tekmovanje zborovskega petja, ki ga organizira Evropska radiodifuzna zveza (EBU) v sodelovanju z Interkultur Foundation. Sodelujejo lahko države, ki so članice EBU. Prvi izbor je potekal 22. julija 2017 v latvijski prestolnici Rigi. Tekmovanje je namenjeno ljubiteljskim zborom. Vsak zbor se predstavi s šestminutnim pevski nastopom v poljubni glasbena zvrsti, ocenjuje pa jih strokovna žirija.
Na prvi prireditvi, Evrovizijskem zboru leta 2017, je zmagala Slovenija, ki jo je zastopal ženski pevski zbor Carmen manet.

## Države udeleženke
V preglednici so navedene države, ki so vsaj enkrat nastopile na izboru, in sicer glede na leto prvega nastopa.
| Leto | Države debitantke                                                                  |
| ---- | ---------------------------------------------------------------------------------- |
| 2017 | Avstrija, Belgija, Danska, Estonija, Madžarska, Latvija, Nemčija, Slovenija, Wales |
| 2019 | Norveška, Škotska, Švedska, Švica                                                  |

## Države gostiteljice
| Leto | Država gostiteljica | Mesto     | Prizorišče   |
| ---- | ------------------- | --------- | ------------ |
| 2017 | Latvija             | Riga      | Arena Riga   |
| 2019 | Švedska             | Gotenburg | Scandinavium |

## Zmagovalke
| Leto | Datum     | Gostitelj | Število udeležencev | Zmagovalka | Pesem                                            | Izvajalec    | 2. mesto | 3. mesto  |
| ---- | --------- | --------- | ------------------- | ---------- | ------------------------------------------------ | ------------ | -------- | --------- |
| 2017 | 22. julij | Riga      | 9                   | Slovenija  | "Ta na Solbici" "Adrca" "Aj, zelena je vsa gora" | Carmen Manet | Wales    | Latvija   |
| 2019 | 3. avgust | Gotenbrug | 10                  | Danska     | "Viola"                                          | Vocal Line   | Latvija  | Slovenija |